# Rufino Gama
Rufino Walter Gama (Timor Timur, 20 de junho de 1998) é um futebolista timorense que joga actualmente como Atacante da AS Académica e da selecção nacional de futebol de Timor-Leste.

## Carreira internacional
Gama fez sua estréia internacional como substituto aos 81 minutos contra a Malásia. Ele marcou o seu primeiro gol internacional para Timor-Leste no jogo contra o Taipé Chinês, que terminou com uma derrota por 2 a 1.

### Gols Internacionais
Pontuações e resultados listam primeiro a meta de Timor-Leste. 
| #  | Data                   | Estádio                                             | Adversário   | Ponto | Resultado | Competição                                  |
| -- | ---------------------- | --------------------------------------------------- | ------------ | ----- | --------- | ------------------------------------------- |
| 1. | 8 de outubro de 2016   | Estádio Nacional, Kaohsiung, Taiwan                 | Taipé Chinês | 1–0   | 1–2       | Qualificações para da Copa da Ásia de 2019  |
| 2. | 15 de outubro de 2016  | Estádio Olímpico de Phnom Penh, Phnom Penh, Camboja | Brunei       | 1–0   | 1–2       | Qualificação para do Campeonato da AFF 2016 |
| 3. | 4 de dezembro de 2017  | Estádio Municipal de Taipei, Taipei, Taiwan         | Taipé Chinês | 1–1   | 1–3       | Torneio Internacional CTFA                  |
| 4. | 12 de outubro de 2018  | Estádio Olímpico de Phnom Penh, Phnom Penh, Camboja | Camboja      | 2–1   | 2–2       | Partida amistosa                            |
| 5. | 13 de novembro de 2018 | Estádio Gelora Bung Karno, Jacarta, Indonésia       | Indonésia    | 1–0   | 1–3       | Copa AFF Suzuki de 2018                     |
| 6. | 21 de novembro de 2018 | Estádio Nacional de Singapura, Kallang, Singapura   | Singapura    | 1–1   | 1–6       | Copa AFF Suzuki de 2018                     |